# Jagten på Odin
Jagten på Odin er projekttitlen på en serie arkæologiske udgravninger ved Thor Heyerdahl ved den russiske by Azov nord for Sortehavet. Det er også titlen på den bog, som senere blev til i dialog med Per Lillieström. Ved Heyerdahls død i april 2002 var udgravningerne netop afsluttet. Projektet er mødt med stærk kritik, da den grundlæggende hypotese var i modstrid med almindeligt anerkendte teorier og sprogvidenskabelige og historiske metoder.
Heyerdahls mål var at finde asernes (normalt opfattet som det oldnordiske gudefolk) oprindelse ved at følge Snorri Sturlusons beretninger fra midten af 1200-tallet i bl.a. Edda, Kongesagaerne og Ynglingesagaen.
Snorri Sturluson fortæller, at historierne om Odin og de andre guder i virkeligheden handler om en udvandring af aser og vaner fra et område omkring byen Azov til Skandinavien, efter at deres høvding Odin var blevet fortrængt af det Romerske Imperium, der okkuperede deres hjemland i kaukasus-området. Odin og hans folk slog sig først ned på de danske øer og rejste senere over Øresund. De skandinaver, som han underlagde sig, anerkendte ham som en gudekonge. Odin havde selv Thor som gud og regnede ham også som forfader ifølge Snorre. Hans beretning er skrevet mere end 1000 år efter begivenhederne angiveligt fandt sted. Beretningen tillægges derfor normalt ikke stor værdi som historisk kilde til en evt. indvandring til Skandinavien fra Asien.

## Hovedtesen
Asefolket rejste anført af Odin og hans sønner mod nord fra området omkring Azov ved Sortehavet på østsiden af floden Dons udmunding. De slog sig en tid ned i de saksiske områder i Nordtyskland, hvor Odin satte et par af sine sønner til at regere, inden han selv drog videre mod Fyn og bosatte sig i Odinsø (Odense), for til sidst at slå sig ned i Sigtuna i Sverige (hvor han døde af sot) i et land, han fik stillet til rådighed af kong Gylfe.
Thor Heyerdahl peger på mange navnesammenfald i sin forskning, bl.a. at Odin skulle have givet navn til hovedbyen på Fyn. Det er i hvert fald påfaldende, at netop Odense lyder meget som Odins ø. Denne teori er dog blevet afvist af historikere, som peger på, at navnet Odense betyder Odins vi, som betyder Odins helligdom.

## Udgravningerne
Udgravningerne i Azov har vist, at Azov var beboet på den tid, hvor Heyerdahl og Snorre mener, at azernes udvandring fandt sted (omkring år 60 f.Kr., hvor den romerske ekspansion i Kaukasus begyndte). Heyerdahl peger også på, at russiske kilder fra Kaukasus ikke bare bekræfter eksistensen af aserne – blandt andet de iranske osseter, som han beskriver som ”vore dages Odin-folk” – men også eksistensen af en historisk folkegruppe som levede i området ved Vansøen i det moderne Tyrkiet, og som han identificerer som Vanerne.

## Kritik
Heyerdahls Odin-projekt er af norske forskere og især arkæologen Christian Keller karakteriseret som pseudoarkæologi baseret på selektiv læsning af kilderne og af manglende vilje til at benytte grundlæggende videnskabelig metodologi.
Keller peger på, at størstedelen af fundamentet for Heyerdahls teorier er baseret på ligheder i navne på personer fra den norrøne mytologi og geografiske stednavne i Sortehavs- og Kaukasusregionen. Sammenligningen mellem dem er uden hensyn til moderne lingvistiske teorier. F.eks. mente Heyerdahl at byen Azov i Rusland har sit navn fra as-hof – asenes tempel. Blandt lingvister og historikere er det i dag alment accepteret, at byen Azov fik sit navn fra en tyrkisk befolkningsgruppe, over 1.000 år efter aserne levede der jf. Heyerdahl. Heyerdahl peger desuden på lighederne mellem ordene asir og navnene på folkeslagene azeri og osseter fra Kaukasus, mellem gudenavnet Odin og det kaukasiske sprog udinsk og mellem gudenavnet Tyr og Tyrkiet, og mellem vaner (en gruppe norrøne guder) og ordet vannisk, som i det 19. og 20. århundrede blev brugt til at betegne et urartisk sprog, som blev talt omkring Vansøen. Lingvister og historikere mener modsat Heyerdahl, at disse ligheder er tilfældigheder. Det fremstår som en svaghed ved Heyerdahls historieformidling, at han ikke i tilstrækkelig grad inddrager den vestlige sprogvidenskab, herunder accepterede teorier om sprogforandring.
Diakrone lingvister regner med, at guden Odin for 2.000 år siden blev kaldt *Wotanaz.
Denne urgermanske betegnelse er ophav til den oldhøjtyske betegnelse Wotan og det oldengelske Woden, samt det norrøne (oldnordiske) navn Óðinn, hvori Heyerdahl ser en lighed med navnet på det udinske sprog, der er udbredt i Kaukasus. Da gudenavnet på det tidspunkt, han henlægger asemyternes oprindelse til, ikke blev skrevet som Óðinn, men formodentlig som *Wotanaz, der har en ringere lighed med sprognavnet, er det ikke godtgjort, at navnet dækker samme.
Det er anført, at Thor Heyerdahls arbejde har til formål at efterprøve historiske hypoteser med arkæologiske metoder, og at Heyerdahl i den forbindelse selv opstiller nye hypoteser, der kan efterprøves af andre.